# Casa Senyorial de Katvari
La Casa Senyorial de Katvari (en letó: Katvaru muižas pils) és una mansió a la regió històrica de Vidzeme, al Municipi de Limbaži del nord de Letònia.
Originàriament construïda cap a la meitat del segle xviii, durant el segle xix es van afegir els murs exteriors de maó vermell. De 1920 a 2008, l'edifici va allotjar l'escola primària Katvari.